# Sluis van Agde
De ronde sluis van Agde (Frans: Écluse Ronde d'Agde) is een sluis aan de noordkant van de Zuid-Franse plaats Agde. De sluis vormt een T-kruising van het Canal du Midi met een zijkanaal, het Canalet, het 'kleine kanaal'. Beide komen uit in de Hérault, de rivier die door Agde naar de Middellandse Zee stroomt.
De sluis is als onderdeel van de openbare wateren in het bezit van de Franse staat. Het is sinds 1996 een monument historique vanwege zijn historische waarde, architectuur en zeldzaamheid.
De sluis is bekend door de drie sluisdeuren en vooral door de schutkolk die uitgevoerd is als een ronde zwaaikom waar schepen kunnen draaien. De sluis werd in 1676 gebouwd van vulkanisch steen en was oorspronkelijk 29,20 meter in diameter en 5,20 m diep. Na aanpassingen in 1978 is de sluis niet langer rond: het noordwestelijke kwadrant is toen sterk uitvergroot, herkenbaar aan ander materiaalgebruik. Daarmee werd het complex geschikt voor spitsen, CEMT-klasse I, met een lengte tot 38,5 meter.
De werking is heel anders dan bij een andere bekende ronde sluis, de Ketelsluis (Kesselschleuse) in de Duitse stad Emden. Die ketel is een rond bekken met aan vier zijden een sluiskolk, dus in totaal vier sluizen met acht sluisdeuren. In Agde is het ronde bekken zelf de sluis, zodat er maar drie deuren nodig zijn. Het nadeel van deze simpelere en compacte constructie is, dat bij het schutten het bekken geleegd of gevuld moet worden, wat tijd en water kost.
De uitgangen van de sluis zijn:
- In westelijke richting: het Canal du Midi naar Béziers.
- In oostelijke richting: de laatste 150 meter van dat kanaal. Dit deel komt uit in de Hérault, waardoor stroomopwaarts het Étang de Thau bereikbaar is.
- In zuidelijke richting: het zijkanaal dat na ruim een halve kilometer uitmondt in de Hérault en toegang geeft tot de Middellandse Zee.

Vanaf de sluis komen dus twee korte waterwegen uit in de Hérault. Die zijn beide nodig, omdat de Hérault bij Agde gestremd is: er ligt een stuw waar schepen geen doorvaart hebben. Deze stuw, bij de Moulin des évêques, de 'bisschoppenmolen', ligt er al sinds de 14e eeuw, maar dankzij de sluis en het zijkanaal zijn het boven- en het benedenstroomse deel beide bereikbaar vanuit het Canal du Midi.

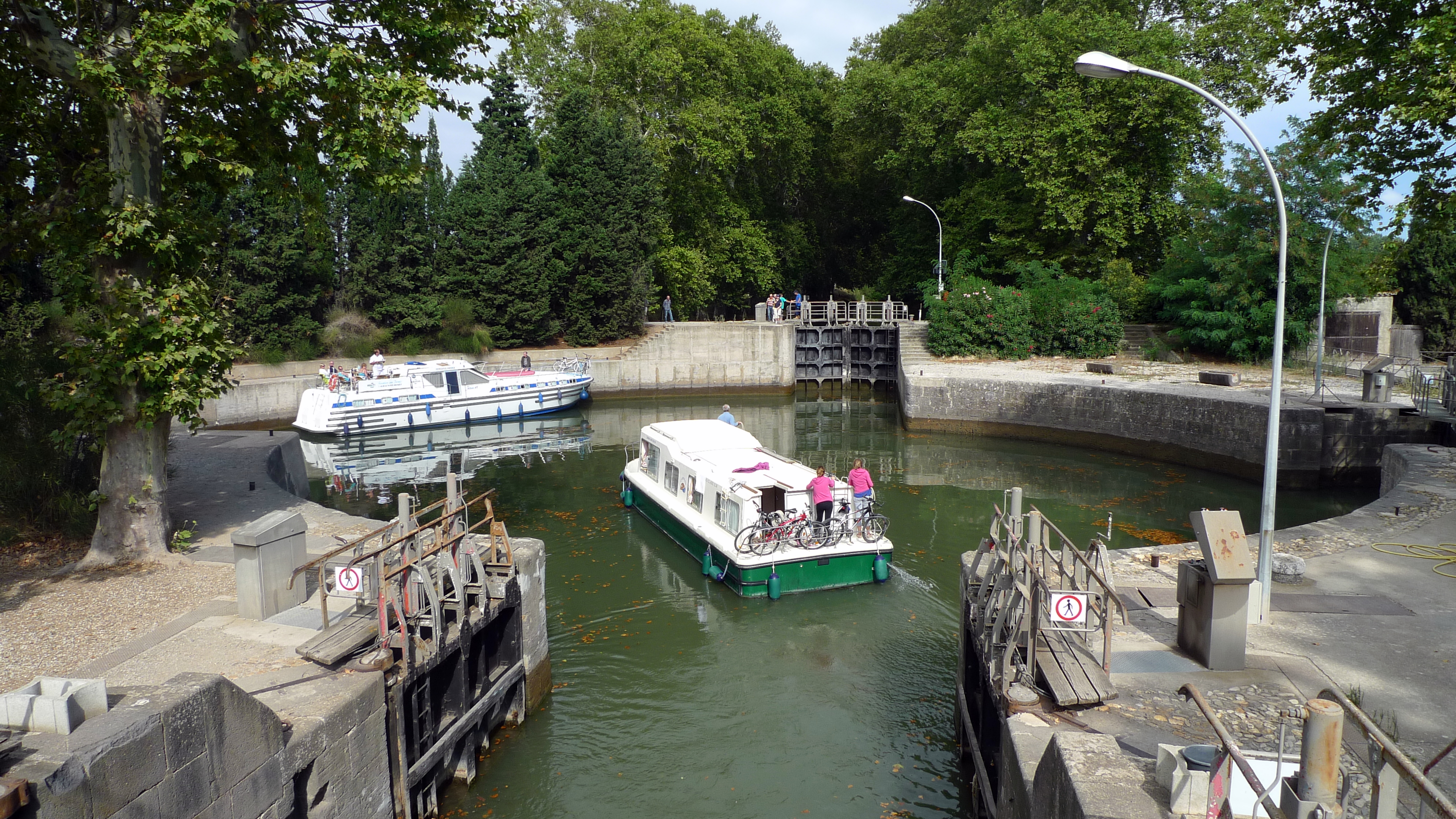
September 2010, zicht vanaf de brug aan de westkant op de pleziervaart; het aangemeerde jacht ligt in het grote kwadrant

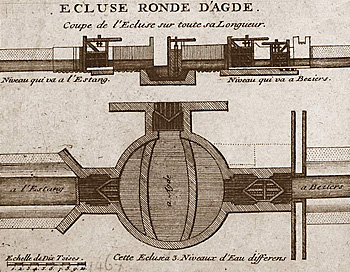
18e-eeuws schema met een dwarsdoorsnede en een bovenaanzicht

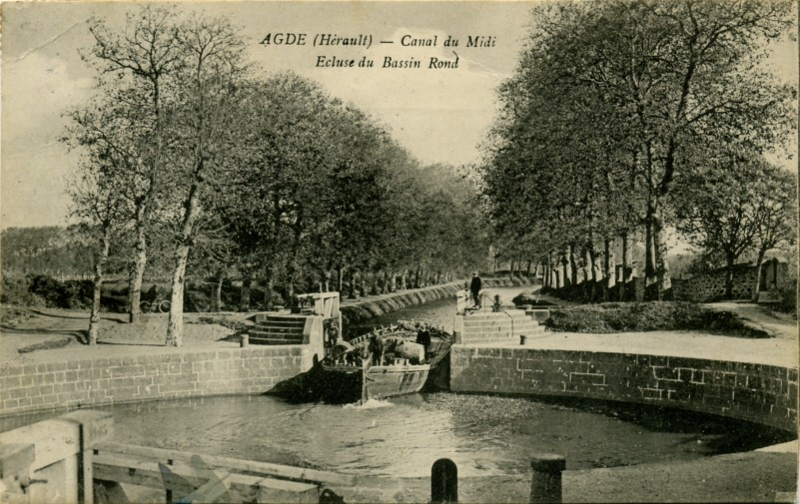
Ansichtkaart omstreeks 1900, zicht vanuit het westen. De sluis is nog rond, een schuit met vee vaart vanuit het Canal du Midi naar binnen